# Jaimee Eggleton
Pour les articles homonymes, voir Eggleton.
Jaimee Eggleton, né le 26 juin 1964 à Montréal, est un patineur artistique canadien, médaillé de bronze aux championnats canadiens de 1986.

## Biographie

### Carrière sportive
Jaimee Eggleton est champion junior du Canada en 1984. Il remporte ensuite la médaille de bronze nationale en 1986, derrière ses compatriotes Brian Orser et Neil Paterson.
Il représente son pays aux Jeux olympiques d'hiver de 1984 à Sarajevo et aux mondiaux de 1986 à Genève.
Il arrête les compétitions sportives après les championnats nationaux de 1989.

## Palmarès
| Compétitions principales | 1984    | 1985    | 1986    | 1987    | 1988    | 1989    |  |  |  |  |  |  |  |  |
| Jeux olympiques d'hiver  | 20e     |         |         |         |         |         |  |  |  |  |  |  |  |  |
| Championnats du monde    |         |         | 20e     |         |         |         |  |  |  |  |  |  |  |  |
| Championnats du Canada   |         | 9e      | 3e      | A       | 6e      | 9e      |  |  |  |  |  |  |  |  |
|                          |         |         |         |         |         |         |  |  |  |  |  |  |  |  |
| Autres Compétitions      | 1983/84 | 1984/85 | 1985/86 | 1986/87 | 1987/88 | 1988/89 |  |  |  |  |  |  |  |  |
| Skate America            |         |         |         | 13e     |         |         |  |  |  |  |  |  |  |  |
| Trophée de France        |         |         |         |         | 5e      |         |  |  |  |  |  |  |  |  |
| Moscou Skate             |         |         | 12e     |         |         |         |  |  |  |  |  |  |  |  |
| Légende : A = Abandon    |         |         |         |         |         |         |  |  |  |  |  |  |  |  |